# Portschinskia przewalskyi
Portschinskia przewalskyi är en tvåvingeart som först beskrevs av Josef Aloizievitsch Portschinsky 1887.  Portschinskia przewalskyi ingår i släktet Portschinskia och familjen styngflugor. Inga underarter finns listade i Catalogue of Life.